# Stenus semicolon
Stenus semicolon är en skalbaggsart som beskrevs av John Lawrence LeConte. Stenus semicolon ingår i släktet Stenus och familjen kortvingar. Inga underarter finns listade i Catalogue of Life.